# 4,5-дюймовая гаубица
4,5-дюймовая гаубица (англ. QF 4.5-inch howitzer) — стандартная 114-мм полевая гаубица Британской империи времён Первой мировой войны. Она заменила 5-дюймовую гаубицу и ею было оснащено около 25% полевой британской артиллерии. Гаубица поступила на вооружение в 1910 году и оставалась на вооружении в течение всего межвоенного периода, а в последний раз использовалась в полевых условиях британскими войсками в начале 1942 года. До механизации в 1930-х годах она, как правило, буксировалась лошадьми.
4,5-дюймовая гаубица использовалась британскими войсками и силами Содружества на большинстве театров военных действий, Россией и британскими войсками в России в 1919 году. Её калибр (114 мм) и, следовательно, вес снаряда были больше, чем у эквивалентной немецкой полевой гаубицы (105 мм), но меньше, чем у русских 122-мм гаубиц образца 1909 и образца 1910 годов; Франция гаубичного эквивалента не имела.
Во время Второй мировой войны ею оснащались некоторые подразделения ВВС и британских экспедиционных сил, австралийские, новозеландские и южноафриканские батареи в Восточной Африке, а также на Ближнем и Дальнем Востоке.

## История
Во время Второй англо-бурской войны (1899—1902) британское правительство осознало, что его полевая артиллерия была обойдена более современными «скорострельными» пушками и гаубицами других крупных держав. Полевые гаубицы Круппа, применявшиеся бурами, произвели особое впечатление на англичан. Полезность полевых гаубиц и необходимость их использования в составе артиллерии пехотной дивизии были подтверждены сообщениями о Русско-японской войне 1904 года. В 1900 году британский кабинет министров приказал фельдмаршалу Лорду Робертсу, главнокомандующему в Южной Африке, отправить домой командиров артиллерийских бригад и батарей, «отобранных за их выдающиеся заслуги и опыт», чтобы сформировать комитет по перевооружению. Комитет возглавлял генерал сэр Джордж Маршалл, который был командующим артиллерией в Южной Африке. Она была сформирована в январе 1901 года с широким кругом полномочий, касающихся артиллерийского вооружения от пушек и гаубиц до конструкции упряжи и инструментов.
Комитет быстро установил требования и предложил предложения от британских производителей оружия. Ни одна из них не была удовлетворительной, и все они плохо сравнивались с трофейной 12-см гаубицей Круппа. Обсуждалась покупка гаубиц Круппа, в том числе посещение Эссена. Однако к 1905 году комитет был достаточно удовлетворён, чтобы рекомендовать производство испытательного оборудования на артиллерийских заводах Армстронга, Виккерса и Ковентрийского артиллерийского завода (Coventry Ordnance Works) (совместное предприятие нескольких инженерных компаний Ковентри). Испытания в 1906 году показали, что конструкция Ковентрийского завода была, безусловно, наиболее удовлетворительной, и для испытаний была заказана пробная батарея. В 1908 году, после испытаний, 4,5-дюймовая гаубица была рекомендована к эксплуатации, хотя и с укороченным стволом.
4,5-дюймовая гаубица использовалась на большинстве фронтов во время Первой мировой войны. На Западном фронте его нормальное положение в штате составляло одну батарею на каждые три батареи 18-фунтовых пушек (84 мм). Первоначально 4,5-дюймовыми гаубицами оснащалась бригада Королевской полевой артиллерии в каждой пехотной дивизии. Первоначально в британских экспедиционных силах в 1914 году эта бригада имела три батареи с шестью гаубицами в каждой. Последующие батареи имели только по четыре гаубицы. В 1916 году все батареи на Западном фронте стали увеличиваться до шести гаубиц, а позже в том же году бригады были расформированы, и к каждой полевой бригаде Королевской полевой артиллерии была добавлена гаубичная батарея в качестве четвёртой батареи. Эта организация оставалась и в межвоенный период.
Оружие оставалось на вооружении в межвоенный период и использовалось в различных кампаниях. Помимо изменений в боеприпасах, сама гаубица оставалась неизменной, за исключением модификаций лафета для обеспечения потребностей механизации.
Во время Второй мировой войны они служили в составе британских экспедиционных сил во Франции, и хотя многие из них были потеряны, они были наиболее широко доступными артиллерийскими орудиями, пока не было развёрнуто производство 25-фунтовых пушек-гаубиц (87 мм). Они использовались на ближне- и дальневосточных театрах военных действий, а также для обучения и постепенно были заменены 25-фунтовыми пушками.

## Описание

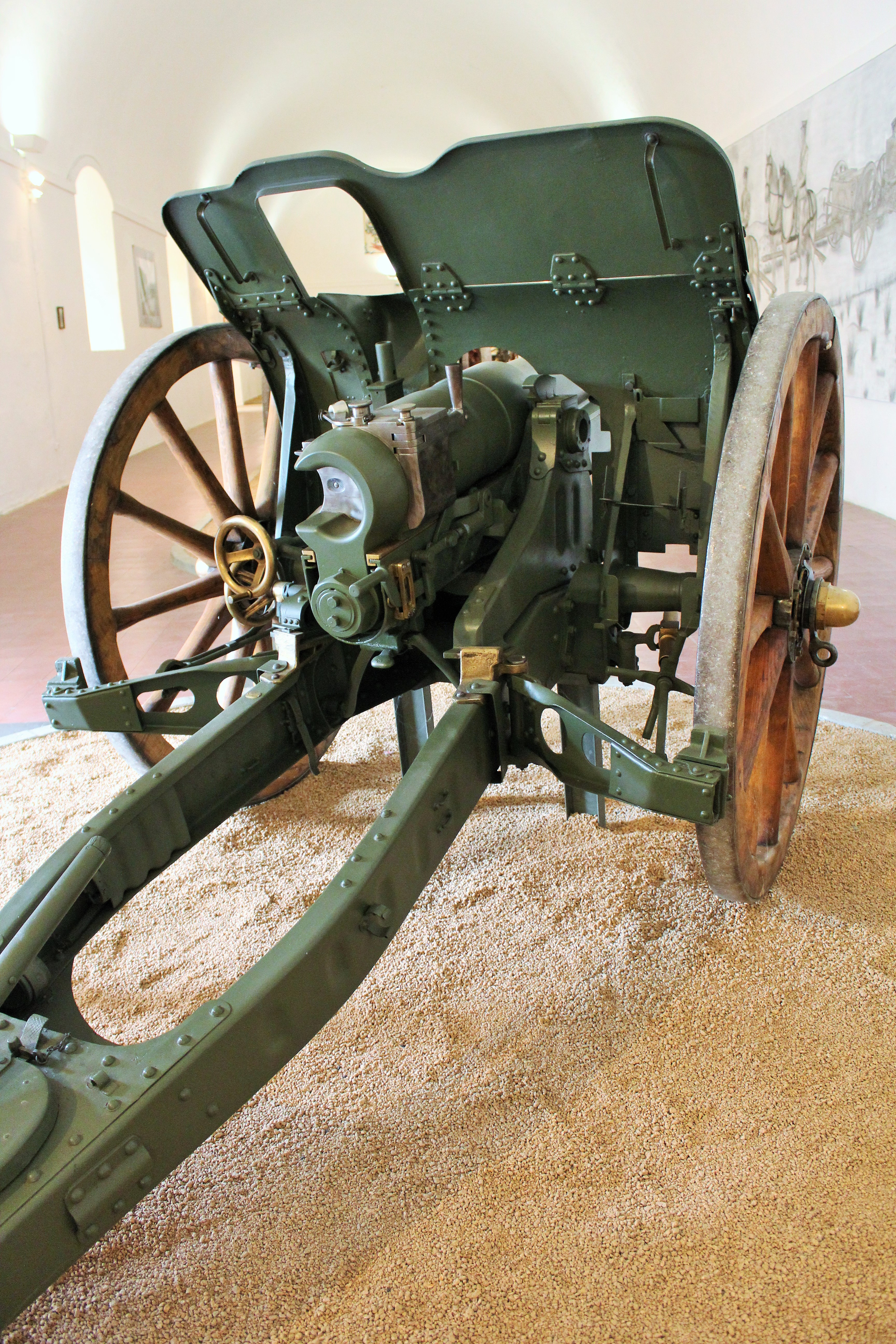
4,5-дюймовая гаубица в Элвашском военном музее в г. Элваш, Португалия.

Гаубица стреляла боеприпасами с металлической (обычно латунной) гильзой, содержащей метательный заряд. Гильза патрона также обеспечивает обтюрацию, или герметизацию патронника.
Помимо обширных экспериментов с конструкциями снарядов и нарезов, разработка замедлилась из-за двух проблем; обе они были связаны с гаубицей. Во-первых, требовалась регулируемая система быстрой отдачи для предотвращения удара казенной части о землю при стрельбе на больших углах возвышения. Вторая — подходящая конструкция для дальнобойной шкалы в ярдах, способной вместить выбор метательных зарядов. Первый был решен с помощью «отсечной шестерни», которая позволяла отдачу 40 дюймов (1000 мм), когда ствол был горизонтальным, но только 20 дюймов (510 мм), когда он находился на угле подъёма 45 градусов. Второй способ привел к тому, что шкала дальности была разработана для заряда четыре и было предусмотрено «правило дальности» для преобразования фактического диапазона для других зарядов в ложный диапазон, установленный на шкале заряда четыре.
Орудийный лафет был рассчитан на буксировку за упряжкой c шестью лошадьми; гаубица имела коробчатую станину. 4,5-дюймовая гаубица имела раздельное заряжание (то есть снаряд и патрон заряжались отдельно). Ствол был сборный, с горизонтальным скользящим клиновым затвором. Ограниченное поперечное седло поддерживало орудие и щит. Он был рассчитан на одноместную укладку с элементами управления понижением и возвышением ствола, а также прицелами слева. Система отдачи находилась ниже ствола и использовала гидравлический буфер с гидропневматическим рекуператором для возврата ствола в боевое положение.
Первоначально оснащенный открытыми прицелами с качающейся планкой, включая шкалу отклонения и высоту полосы, к 1914 году был введён прицел с циферблатом номер семь в несущем прицеле номер семь с циферблатом номер один. Этот носитель был возвратно-поступательным (то есть мог быть поперечно выровнен), имел встроенный барабан шкалы высот и крепление для визирного клинометра (используемого для угла визирования). Циферблатовый прицел номер семь был модифицированной версией немецкого панорамного прицела Goertz. Единственными изменениями в боеприпасе, создавшими Mark II в 1917 году, были уменьшенная закрутка нарезов (с 1:15 до 1:20) и изменения для исправления конструктивных дефектов в казенной части для уменьшения влияния стреляющих напряжений.
С 1920-х годов лафет был модернизирован; сначала до Mk 1R (сплошные резиновые шины), затем до Mks 1P или 1PA (новые колёса, оси, тормоза и пневматические шины) для буксировки транспортных средств. Mk 1P был британской конверсией, которая включала в себя отрезание концов оси и установку новой оси под лафетом, в которой использовались шины 9,00 х 16. Mk 1PA был американской модернизацией Martin-Parry (Buquor), в котором были установлены «выпадающие» заглушки осей, закрепленные с помощью втулок, надетых на концы оригинальных осей. У них были большие шины размером 7,50 х 24 дюйма. Артиллерийский прицеп № 26 был переоборудован аналогичным образом. В отличие от большинства других орудий и гаубиц на британской службе калибровочные прицелы Probert не устанавливались на 4,5-дюймовую гаубицу.

## Производство

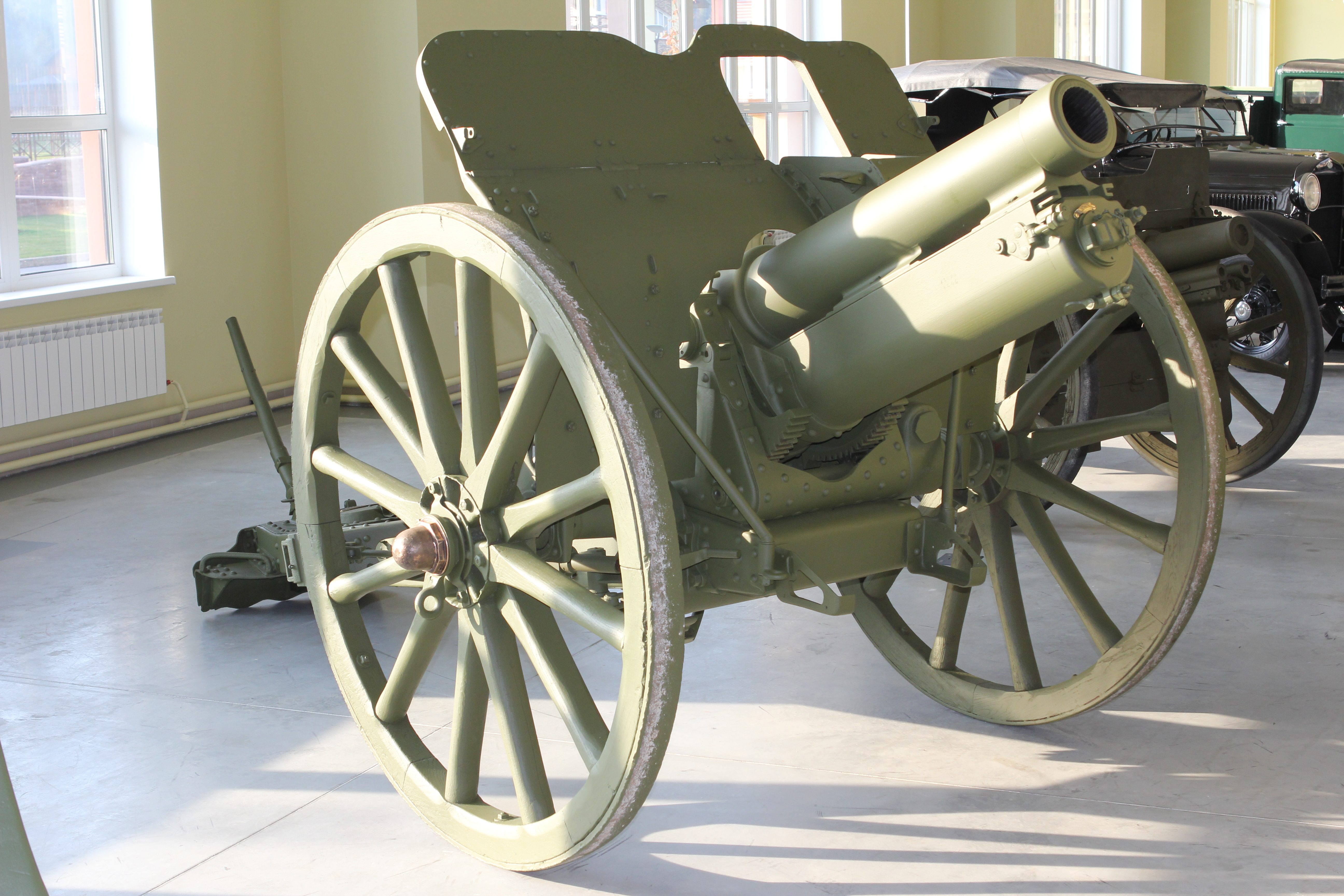
4,5-дюймовая гаубица в Музее отечественной военной истории в Падиково

К началу войны в 1914 году было произведено 192 орудия, 39 из которых предназначались для имперских войск, что было меньше, чем было заказано. Coventry Ordnance Works был основным поставщиком, а Ordnance Factory Woolwich производила значительное количество боеприпасов. Другими поставщиками комплектного оборудования были Bethlehem Steel и, до начала войны, небольшое количество фирма Vickers. Остинская автомобильная компания выпустила несколько лафетов. Всего в военное время было произведено 3384 орудия (то есть стволов) и 3437 лафетов. Четыреста 4,5-дюймовых гаубиц были поставлены в Россию с 1916 по 1917 год.

## Боевое применение

### Великобритания
4,5-дюймовая гаубица служила на протяжении всей Первой мировой войны, главным образом в Королевской полевой артиллерии, начиная со 182 орудий в 1914 году, а ещё 3177 были выпущены во время войны.
В начале Первой мировой войны в состав каждой британской пехотной дивизии входила бригада из трёх шестипушечных гаубичных батарей. В феврале 1917 года дивизионная артиллерия была объединена в две полевые бригады, каждая из которых имела три батареи (А, В, С) 18-фунтовых орудий и одну батарею (D) 4,5-дюймовых гаубиц. Остальные были сформированы в армейские полевые бригады с той же организацией.
Исходя из опыта, полученного в битве на Сомме летом 1916 года, роль 4,5-дюймовой гаубицы на Западном фронте была определена в январе 1917 года как «нейтрализация орудий газовыми снарядами, бомбардировка более слабых оборонительных сооружений, анфилада траншей коммуникаций, заградительная работа, особенно ночью, и перерезание проволоки в таких местах, куда полевые орудия не могли добраться».
Во время Мессинской операции в июне 1917 года, орудие обычно использовалось в «стоячих заграждениях» ОФС на передовых позициях противника перед «подвижным заграждением» 18-фунтовых пушек и газовым обстрелом после бомбардировок.
Во время перемирия на Западном фронте находилось 984 орудия, и было выпущено 25 326 276 снарядов.
4,5-дюймовые гаубицы также использовались британскими батареями в кампаниях в Галлиполи, на Балканах, в Палестине, Италии и Месопотамии.
Несколько батарей 4,5-дюймовых гаубиц прибыли в северную Россию незадолго до перемирия на Западном фронте и оставались там большую часть 1919 года.
В 1919 году небольшое число гаубиц было использовано в Третьей англо-афганской войне, Вазиристанской кампании и в Месопотамии с 1920 по 1921 год для подавления Антибританского восстания в Ираке.
4,5-дюймовые гаубицы были установлены на некоторых батареях британских экспедиционных сил во Франции в 1940 году. 96 единиц гаубиц было потеряно, оставив 403 во всем мире (только 82 за пределами Великобритании) с Британской армией, плюс те, которые находились в Австралии, Канаде, Новой Зеландии и Южной Африке. Британские запасы должны были увеличиться до 561 к августу 1940 года в связи с завершением модернизации и ремонта. Немцы обозначили захваченные британские орудия как 11.4 cm leFH 361(e) и русские как 11.5 cm leFH 362(r).
4,5-дюймовыми гаубицами оснащались британские и австралийские батареи в ходе кампании в ливийской пустыне в 1940 и 1941 годах, а также австралийские подразделения в Сирии. Два орудия, которые украшали главные ворота на аэродроме Хаббания в Ираке, были отремонтированы Королевскими ВВС и использовались хаббанийскими силами (Habbaniya Force) в Иракской операции в мае 1941 года. Батареи 4-й и 5-й индийских пехотных дивизий отправились с ними в Восточную Африку, а южноафриканские батареи с 4,5-дюймовыми гаубицами также участвовали в этой кампании.
На Дальнем Востоке в 1941 году 4,5-дюймовыми гаубицами было оснащено несколько британских и австралийских батарей в Малайе, а также взвод (troop) в каждой горной артиллерийской батарее в Гонконге. 4,5-дюймовые гаубицы 155-го (Ланаркширского йоменского) полевого полка (155th (Lanarkshire Yeomanry) Field Regiment ) сыграли важную роль в сдерживании японских атак в битве при Кампаре (Battle of Kampar) в конце декабря 1941 года. Последнее боевое применение 4,5-дюймовых гаубиц британской армией было в начале 1942 года в Малайе. Они были выведены из полевых формирований в 1943 году и объявлены устаревшими в 1944 году, когда запасы боеприпасов к ним иссякли.

### Ирландия
4,5-дюймовая гаубица поступила на вооружение Ирландии в 1925 году для оснащения вновь сформированной 3-й артиллерийской батареи. Дополнительное вооружение, полученное Ирландской армией в 1941 году, включало четыре 4,5-дюймовые гаубицы. В 1943—1944 годах было получено 20 дополнительных 4,5-дюймовых гаубиц. Тридцать восемь 4,5-дюймовых гаубиц, все на лафете Mk1PA, использовались резервным FCA (An Fórsa Cosanta Áitiúil — местные силы обороны) .
4,5-дюймовая гаубица сохранился в использовании в ирландской армии до 1960-х годов. FCA проводила стрельбы на полигоне Глен-оф-Имаал, графство Уиклоу, примерно до 1976 года. Некоторые орудия сохранились и сегодня, например, в казармах Коллинза (Корк) и два в казармах Эйкена (Дандолк).

### Финляндия
Великобритания поставила Финляндии 24 гаубицы для использования в Зимней войне 1939—1940 годов. Финляндия получила ещё 30 орудий из Испании в июле 1940 года, и все они были использованы в Советско-финской войне 1941—1944 годов. На финской службе он получил обозначение 114 H/18. Финны установили перфорированный цилиндрический дульный тормоз. Часть орудий использовалась в самоходной артиллерийской установке БТ-42.

### Португалия
Португальская армия использовала 4,5-дюймовые гаубицы в боевых действиях на Западном фронте Первой мировой войны. Гаубица была получена в 1917 году для оснащения Португальского экспедиционного корпуса (ПЭК), отправленного на Западный фронт, в рамках португальских усилий по поддержке союзников. В ПЭК гаубица предназначалась для оснащения четвёртой батареи в каждом дивизионе полевой артиллерии, остальные три батареи в каждом дивизионе были оснащены 75-мм скорострельными пушками образца 1897 года.
В Португалии 4,5-дюймовая гаубица была официально обозначена как Obus 11,4 cm TR m/1917 и получила прозвище «Бонифацио» (Bonifácio). Она оставалась на вооружении до 1940-х годов.

## Известные случаи
Секция (два орудия) батареи D 276-й бригады Королевской полевой артиллерии отразила немецкую контратаку на ферме Литтл-Приель, к юго-востоку от Эпе, во время битвы при Камбре 30 ноября 1917 года. Сержант Сирил Гурли был награждён Крестом Виктории за руководство этой операцией.

## Боеприпасы
4,5-дюймовые (114 мм) боеприпасы заряжались раздельно, снаряд и гильза заряжались раздельно, при необходимости из гильзы извлекались зарядные мешки. Гильза имела несъемный заряд (один) и четыре дополнительных мешка. Снаряды начинаялись взрывчатым веществом. В 1914 году боекомплект 4,5-дюймовых гаубиц составлял 70 % шрапнели и 30 % бризантные снаряды (HE). Также были введены новые типы снарядов во время Первой мировой войны. Это были химические снаряды в конце 1915 года, зажигательные снаряды в 1916 году и дымовые снаряды в 1917 году. Дымовые снаряды представляли собой фосфор, заполненный как в стальные, так и в чугунные оболочки. Новая обтекаемая форма (HE Mk 1D) также была введена для увеличения максимальной дальности полёта с 6000 метров (6600 ярдов) старых трёх моделей CRH (calibres radius head) до 6700 метров (7300 ярдов).
| |                                                          |                                                       |                      |                         |
| Расположение колец пороха вокруг центрального ядра в гильзе Мk I. Одно или несколько колец были удалены для укорочения дальности стрельбы. | Взрыватели на осколочное оболочки (Первая Мировая война) | Электронный взрыватель снаряда (Первая Мировая война) | Дымовой снаряд, 1915 | Химический снаряд, 1943 |